# Ogōri
Ogōri (japanisch 小郡市, -shi) ist eine Stadt im Zentrum der Präfektur Fukuoka in Japan.

## Geographie
Ogōri liegt südlich von Fukuoka und nördlich von Kurume.

## Geschichte
Ogōri lebt vom Reisanbau. Weiter gibt es die Anzucht von Setzlingen, Aufzucht von Geflügel und Hunden. 
Ogōri wurde am 1. April 1972 zur Stadt ernannt.

## Weblinks

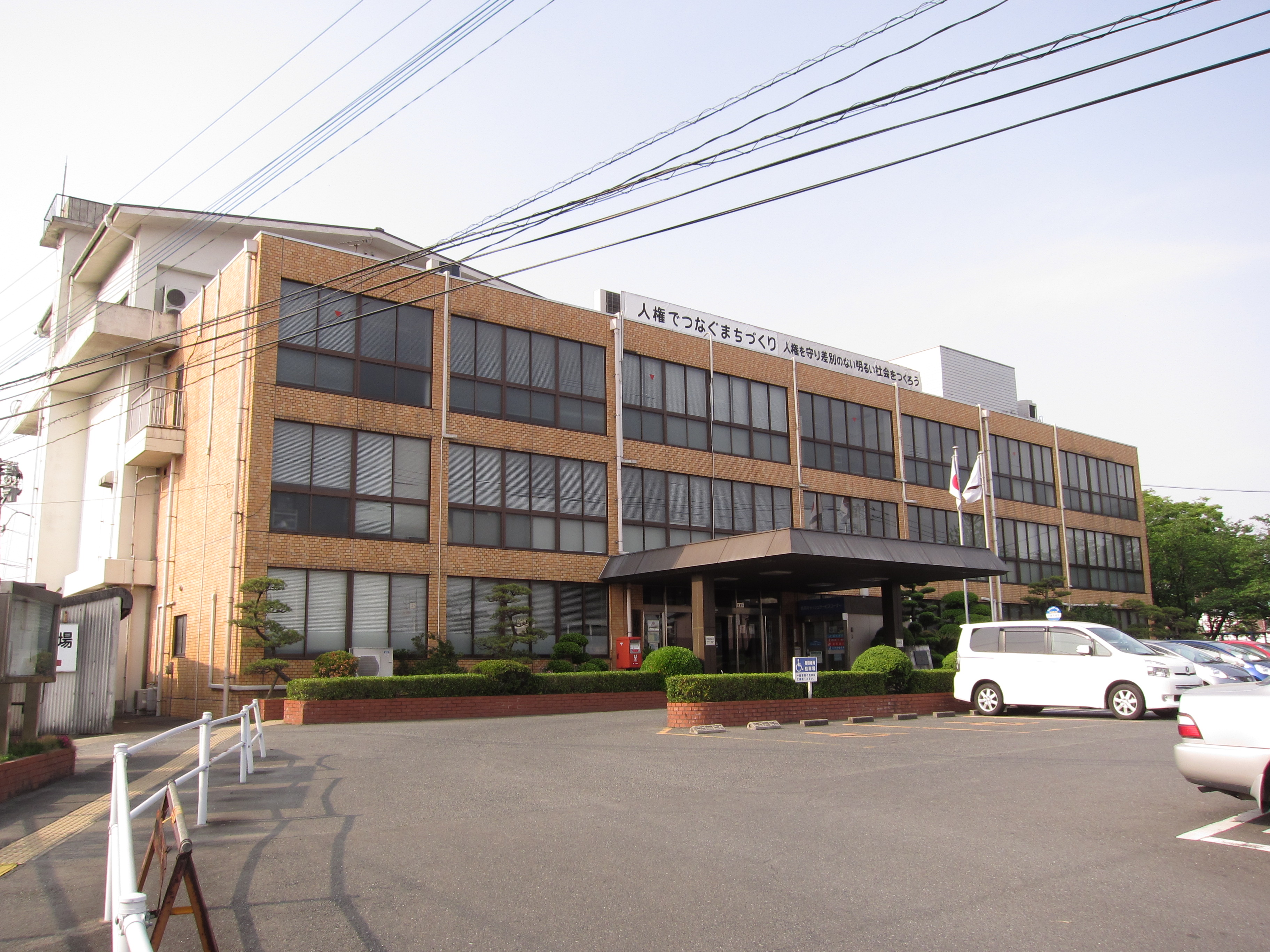
Rathaus von Ogōri

## Verkehr
- Straßen:
  - Oita-Autobahn
  - Nationalstraße 500

## Söhne und Töchter der Stadt
- Misa Eguchi (* 1992), Tennisspielerin
- Kaito Abe (* 1999), Fußballspieler
- Yūji Kitajima (* 2000), Fußballspieler

## Angrenzende Städte und Gemeinden
- Präfektur Fukuoka
  - Kurume
  - Chikushino
  - Chikuzen
  - Tachiarai
- Präfektur Saga
  - Tosu
  - Kiyama